# NGC 3045
NGC 3045 је спирална галаксија у сазвежђу Хидра која се налази на NGC листи објеката дубоког неба.
Деклинација објекта је - 18° 38' 38" а ректасцензија 9h 53m 17,7s. Привидна величина (магнитуда) објекта NGC 3045 износи 13,3 а фотографска магнитуда 14,1. Налази се на удаљености од 41,603 милиона парсека од Сунца. NGC 3045 је још познат и под ознакама ESO 566-22, MCG -3-25-28, PGC 28492.